# روما (فلم)
روما (بالإنجليزية: Roma) هو فيلم دراما تم إنتاجه في المكسيك والولايات المتحدة سنة 2018. الفيلم من إخراج وكتابة ألفونسو كوارون.

## بطولة
- ياليتزا أباريسيو
- مارينا دي تافيرا

## القصة
قصة تسرد عامًا في حياة عائلة من الطبقة المتوسطة في مدينة مكسيكو سيتي بالمكسيك في أوائل السبعينيات.

## الميزانية والإيرادات
بلغت تكلفة إنتاج الفيلم حوالي 15 مليون $ بينما حقق أرباحا تقدر بـ 5 مليون $.

## روابط خارجية
- مقالات تستعمل روابط فنية بلا صلة مع ويكي بيانات
- الموقع الرسمي
- روما  في قاعدة بيانات الأفلام على الإنترنت (بالإنجليزية)
- Roma على نتفليكس

لا توجد روابط لمواقع التواصل الاجتماعي.